# Ore Monogatari!!
My Love Story!! (яп. 俺物語!! Орэ Моногатари!!, Моя Любовная история!!) — японская манга, автором которой является Кадзунэ Кавахара, а иллюстратором Аруко. Публиковалась издательством Shueisha с октября 2011 года в журнале Bessatsu Margaret и на территории США компанией Viz Media. По мотивам манги студией Madhouse был выпущен аниме-сериал, который начал транслироваться в апреле 2015, также был выпущен полнометражный фильм.

## Сюжет
Действие разворачивается вокруг двух учеников старшей школы: Сунакавы, обладающего внешностью типичного бисёнэна, из-за чего он очень популярен среди девушек и его лучшего друга — Годы, являющегося его полной противоположностью. Смуглый Года обладает колоссальной физической силой, самый крупный в школе и его лицо похоже на морду гориллы, за что его боятся и стараются избегать девушки. Несмотря на это Года имеет очень доброе сердце и всегда готов помочь нуждающимся, даже если это может стоить ему жизни. Однажды возвращаясь домой, Года заступается за молодую девушку, ставшую жертвой маньяка и тут же расправляется с обидчиком. Девушкой оказывается Ринко Ямато, которая хочет встретиться ещё раз, чтобы отблагодарить Году. Так девушка начинает видеться с главными героями, сам Года верит в то, что Ямато, как и остальные девушки, влюбилась в Сунакаву, и решает помочь ей завоевать друга, даже не подозревая, что Ямато на самом деле влюбилась в Году…

## Список персонажей
Такэо Года (яп. 剛田 猛男 Го:да Такэо)
Сэйю: Такуя Эгути, Рэн Като (в детстве)
Главный герой истории, ученик старшей школы. Обладает массивным телосложением, огромным ростом и грубой внешностью, которую он унаследовал от матери. Несмотря на это, Года очень добрый и бесстрашный, он готов помогать всем нуждающимся и даже рисковать своей жизнью, данную черту характера Года тоже перенял у матери. Очень любит Ямато, периодически повторяя в мыслях фразу «Люблю её!». У Годы множество друзей в школе, хотя лучшим другом остаётся Сунакава, несмотря на то, что их характеры очень разные. Года очень доверчив и слишком прямолинеен, зачастую не замечая настоящие чувства людей.
Ринко Ямато (яп. 大和 凛子 Ямато Ринко)
Сэйю: Мэгуми Хан
Главная героиня истории и девушка Годы, очень добрая, робкая, но в то же время чрезвычайно эмоциональная девушка. Несмотря на внешность Годы, Ямато находит его очень привлекательным и красивым. Умеет хорошо печь и постоянно угощает Году новой выпечкой. Искренне поддерживает и переживает за своего парня, готова ради него на смелые поступки.
Макото Сунакава (яп. 砂川 誠 Сунакава Макото)
Сэйю: Нобунага Симадзаки, Юка Тэрасаки (в детстве)
Лучший друг Годы, хотя сам по себе является одиночкой. Красивый молодой человек, пользующийся большой популярностью среди девушек, ему уже много раз признавались в любви, но Сунакава каждый раз отказывал. Как позже выяснилось, из-за того, что девушки за спиной говорили гадости о Годе. Сунакава очень проницателен и часто чувствует мотивы и потаённые мысли людей в отличие от прямолинейного Годы. Хотя Макото всегда выглядит спокойным, он на деле часто скрывает свои истинные чувства, считая, что никого не должен втягивать в свои проблемы. Отец Сунакавы очень болен (проблемы с сердцем) и может в любой момент умереть, из-за чего Сунакава сильно страдает.
Ай Сунакава (яп. 砂川 愛 Синакава Ай)
Сэйю: Кикуко Иноуэ
Старшая сестра Сунакавы, энергичная и весёлая девушка. Знает Году с самого детства, и выступала в роли его старшей сестры. Однажды, когда маленький Года сравнил Ай с красивым цветком, Ай влюбилась в него, но никогда не раскрывала свои чувства, осознавая, что Года относится к ней не более, чем к старшей сестре. Когда Года начал встречаться с Ямато, это огорчает Ай, хотя она решает не мешать их отношениям.
Юрико Года (яп. 剛田 ゆり子 Го:да Юрико)
Сэйю: Кадзуо Аоки
Мать Годы, женщина-богатырь, обладает колоссальной физической силой. Хотя со стороны она кажется очень равнодушной, Юрико очень заботливая и стремится помочь всем нуждающимся, даже рискуя своей жизнью, за что её и полюбил Ютака — отец Годы. Она стремится делать всё сама, не нуждаясь в помощи, даже когда была беременна. Очень обрадовалась, когда узнала, что у Годы есть девушка. Позже рожает девочку, которая также как и Года наследует массивный вес.
Ютака Года (яп. 剛田 豊 Го:да Ютака)
Сэйю: Тэссё Гэнда
Отец Годы, обладает немного грубой внешностью, хотя лицо Года в основном унаследовал от матери, но смуглый цвет кожи достался от отца. Ходит всегда с харизматической улыбкой, очень спокоен. Решил защищать Юрико, но признал, что толку от него не было никакого, так как он сам физически слабее жены.
Хаято Ода (яп. 織田 隼人 Ода Хаято)
Сэйю: Дайсукэ Намикава
Однокурсник Ай, влюбился в неё, но его чувства остались безответными, так как Ай любила Году. Осознавая, что у Ай нет никакого шанса стать парой с Годой, уговорил девушку признаться в чувствах к Годе, но Ай этого не сделала. В конце концов Хаято решает завоевать Ай.
Осаму Курихара (яп. 栗原 オサム Курихара Осаму)
Сэйю: Дзюна Эноки
Друг и одноклассник Такэо. У него чёрные курчавые волосы. Влюбился в Нанако, но долгое время стеснялся признаться ей в любви. В конце концов делает это.
Мария Сайдзё (яп. 西城 まりや Сайдзё Мария)
Сэйю: Рэна Маэда
Одноклассница Такэо, должна была вместе с Годой принимать участие в эстафете по бегу и тренировалась с ним. Сначала Мариа боялась Году из-за его пугающей внешности, но видя, каким добрым оказывается Года, влюбляется в него. Позже узнаёт, что у Годы есть девушка, и начинает ревновать, но решает стать его ученицей.
Нанако (яп. 奈々子)
Сэйю: Рина Китагава
Подруга Ямато, влюбилась в Осаму, но долгое время сомневалась в истинности его чувств.
Аю (яп. アユ)
Друг и одноклассник Ринко.

## Медиа

### Манга
Манга сначала была выпущена в виде 100-страничного издания в журнале Bessatsu Margaret Sister в октябре 2011 года. Первый том был выпущен издательством Shueisha 23 марта 2012 года, а 9 том был выпущен 25 июня 2015 года. Манга была лицензирована компанией Viz Media для выпуска на территории США, первый том был выпущен 1 июля 2014 года, а последний и пятый — 7 июля 2015 года.

### Аниме
В ноябре 2014 года было объявлено о предстоящем выпуске аниме-сериала студией Madhouse. Режиссёром сериала выступает Морио Асака, автором сценария — Нацуко Такахаси, а за дизайн персонажей отвечает Кунихико Хамада. Сериал начал транслироваться по телеканалу Nippon Television и выпускаться на сайте Crunchyroll. Открывающую тему к аниме Мирайкэй  Answer (яп. 未来形 Answer) исполняет Trustrick, а концовку Shiawase no Arika (яп. 幸せのありか Сиавасэ но Арика) исполняет Local Connect. Композиторами выступили S.E.N.S. Project.

### Список серий аниме
| 1 | My Story «Орэ но Моногатари» (俺のものがたり)                   | 8 апреля 2015 года   |
| Года и Сунакава встречают Ямато, к которой пристаёт извращенец. Года наказывает неприятеля. Ямато находит дом Годы и благодарит его тортом, но при уходе забывает свой телефон. |                                                                 |                      |
| 2 | My Romance «Орэ но Кои» (俺の恋)                                | 15 апреля 2015 года  |
| Года встречается с Ямато, чтобы вернуть телефон. Девушка печёт Годе печенья и встречается с главными героями в парке. Года решает, что Ямато влюбилась в Сунакаву и решает помочь ей в укреплении отношений сним. Когда главные герои прощаются с девушкой, на неё падает огромная балка, но Ямато спасает Годо. |                                                                 |                      |
| 3 | My Blue Ogre «Орэ но Ао Они» (俺の青鬼)                         | 22 апреля 2015 года  |
| Ямато снова встречается с главными героями. Года признаётся девушке, что будет помогать ей укреплять отношения с Сунакавой, но Ямато это сильно расстраивает. Позже Сунакава пытается объяснить Годе, что девушке нравится именно он, но Года не верит словам. Отчаянная Ямато приходит в квартиру Сунакавы, а Года, который был тем временем у Сунакавы спрятался под кроватью. Ямато в слезах жалуется на безответную любовь со стороны Годы, выкрикивая, что любит его. Года слышит это и вылезает из под кровати. Ямато и Года решают встречаться.                                            |                                                                 |                      |
| 4 | My Boyfriend «Ути Но Карэси» (うちの彼氏)                       | 29 апреля 2015 года  |
| Ямато предлагает устроить массовое свидание, приглашая своих подруг. Годо берёт своих друзей. В ресторане Ямато слышит, как за её спиной подруги высмеивают Ямато, которая умудрилась влюбится в «такого урода» и девушка расстраивается. В ресторане начинается пожар и всех эвакуируют, кроме двух подружек Ямако. Года, рискуя своей жизнью спасает девушек. |                                                                 |                      |
| 5 | I'm Dense «Орэ ва Нибуи» (俺はニブイ)                           | 6 мая 2015 года      |
| Года спасает тонущего ребёнка. Ямато знакомится со старшей сестрой Сунакавы. Года начинает подозревать, что Ямато что-то от него скрывает, но не может понять, что. |                                                                 |                      |
| 6 | My Wish «Орэ но Нэгай» (俺のねがい)                             | 13 мая 2015 года     |
| Ямато признаётся, что «не так невинна», как Годе это кажется и хотела бы сним вступать в физический контакт, хотя ранее Года пообещал, что не притронется с Ямато до её совершеннолетия. Она также рассказала, что специально оставила у Готы телефон, чтобы снова встретится с ним. Года выслушивает откровения Ямато, но принимает это. Тем временем сюжет раскрывает, что старшая сестра Сунакавы — Ай питала любовные чувства к Годо, ни никогда не признавалась в этом, так как старше его и Ай это в некоторой степени задевает то, что Годо встречается с Ямато, но признаёт новую судьбу. |                                                                 |                      |
| 7 | My Strength «Орэ но Цуоса» (俺の強さ)                           | 20 мая 2015 года     |
| 8 | My Friend «Орэ но Томодати» (オレのトモダチ)                    | 27 мая 2015 года     |
| 9 | My Friend and I «Орэ то Томодати» (オレとトモダチ)              | 3 июня 2015 года     |
| 10 | My Mountain «Орэ но Яма» (俺の山)                               | 10 июня 2015 года    |
| 11 | My Ocean «Орэ но Юми» (俺の海)                                  | 17 июня 2015 года    |
| 12 | My Grades «Орэ но Хэнсати» (俺の偏差値)                         | 24 июня 2015 года    |
| 13 | Today Is All On Me «Кё ва Орэ но Огори да» (今日は俺のおごりだ) | 1 июля 2015 года     |
| 14 | My Jinx «Орэ но Дзинкусу» (俺のジンクス)                        | 8 июля 2015 года     |
| 15 | My Girlfriend «Орэ но Конодзё» (俺の彼女)                       | 15 июля 2015 года    |
| 16 | My Disciple «Орэ но Дэси» (俺の弟子)                            | 22 июля 2015 года    |
| 17 | My Christmas «Орэ но Курисумасу» (俺のクリスマス)               | 29 июля 2015 года    |
| 18 | My Birthday «Орэ но Тандзёби» (俺の誕生日)                      | 5 августа 2015 года  |
| 19 | My Mom «Орэ но Каа-тян» (俺のかあちゃん)                        | 12 августа 2015 года |
| 20 | My Chocolate «Орэ но Тёкорэ:то» (俺のチョコレート)              | 19 августа 2015 года |
| 21 | The Letter and Me «Орэ то Тэгами» (俺と手紙)                    | 26 августа 2015 года |
| 22 | The Letter to Me «Орэ э но Тэдами» (オレへの手紙)               | 2 сентября 2015 года |
| 23 | My Spring Break «Ути но Харуясуми» (うちの春休み)               |                      |

## Награды и популярность
Манга выиграла 37-ю премию Коданся, как лучшее произведение года в жанре сёдзё. По версии журнала Da Vinci манга возглавила список лучших сёдзё-произведений с января по июнь в 2013 году и получила пятое место в 2012 году. Ore Monogatari также была номинирована на шестую премию манги Тайсё. В книге-путеводителе 2013 года Kono Manga ga Sugoi! манга на основе анализа более 400 известных мангах была признана лучшим произведением для девочек, в 2014 году манга получила 15 место. Пятый том манги попал в список самых продаваемых томов в первом полугодии в 2014 году. Манга была номинирована на 18 культурную премию Осаму Тэдзуки.